# Knut Borg
Knut Georg Borg, född 19 oktober 1854 i Jönköping, Jönköpings län, död 11 juli 1933 i Lunds domkyrkoförsamling, Malmöhus län, var en svensk präst.

## Biografi
Knut Borg föddes 1854 i Jönköping Han var son till handlanden Per August Borg och Hedvig Fredrika Svanbeck. Borg blev 1876 student vid Uppsala universitet och avlade 31 januari 1879 teoretisk teologisk examen och 13 december 1879 praktisk teologisk examen. Han prästvigdes 13 januari 1880 och efter kallelse till fjärde provpredikant blev han 22 december 1886 kyrkoherde i Konungsunds församling med tillträde 1888. Borg blev 3 april 1909 kyrkoherde i Vårdnäs församling och 22 februari 1928 kontraktsprost i Kinds kontrakt.

### Familj
Borg gifte sig 1 september 1887 med Ebba Helena Erickson (född 1861), dotter till kronolänsmannen Johan Erik Erickson och Helena Carlotta Nilsson. De fick tillsammans dottern Elsa Hedvig Charlotta Borg (född 1889) som var gift med lektorn Hugo Rosén.